# Randy Graff
Randy Graff, née le 23 mai 1955, est une actrice américaine.

## Biographie
Graff est née à Brooklyn, New York et est diplômée du Wagner College. Elle est une cousine de l'acteur Todd Graff et de l'actrice Ilene Graff. Graff a tourné dans des longs métrages tels que Meurtre à Tulsa et Rent. Elle participe aussi à la télévision à dans des séries comme New York, police judiciaire sur NBC. En plus de la production cinématographique et télévisuelle, Graff a joué dans plusieurs spectacles de Broadway. Elle joue le rôle de Fantine dans les comédie musicale Les Misérables lors de la production de Broadway en 1987, qui comprenait sa version de I Dreamed a Dream, également sur la bande originale publiée en 1990. Elle est également apparue dans les des reprises de comédie musicale comme Damn Yankees et Un violon sur le toit.

## Théâtre

### Broadway
- Un violon sur le toit (2004)
- A Class Act (2001)
- High Society (1998)
- Moon Over Buffalo (1995)
- Laughter on the 23rd Floor (1993)
- City of Angels (1989)
- Les Misérables (1987)

### Off-Broadway
- A... My Name Is Alice (1983 et 1984)
- Hotel Suite (2000) – Millie
- A Class Act (2000) – Sophie
- Do Re Mi (1999) Encores!, New York – Kay Cram